# جيانماتيو مارجيني
جيانماتيو مارجيني (بالإيطالية: Gianmatteo Mareggini)‏ (8 يناير 1967 بمودينا في إيطاليا - ) هو لاعب كرة قدم إيطالي في مركز حراسة المرمى. لعب مع فيورنتينا ونادي باليرمو ونادي بيستويسي ونادي ترنانا ونادي سيينا ونادي لوكيزي ونادي ليفورنو وSan Frediano Rondinella SS ‏ وكارسو كالتشيو ‏.

## روابط خارجية
- جيانماتيو مارجيني على موقع قاعدة بيانات كرة القدم.إي يو (الإنجليزية)
- جيانماتيو مارجيني على موقع عالم كرة القدم.نت (الإنجليزية)